# Johann Christoph Dommerich

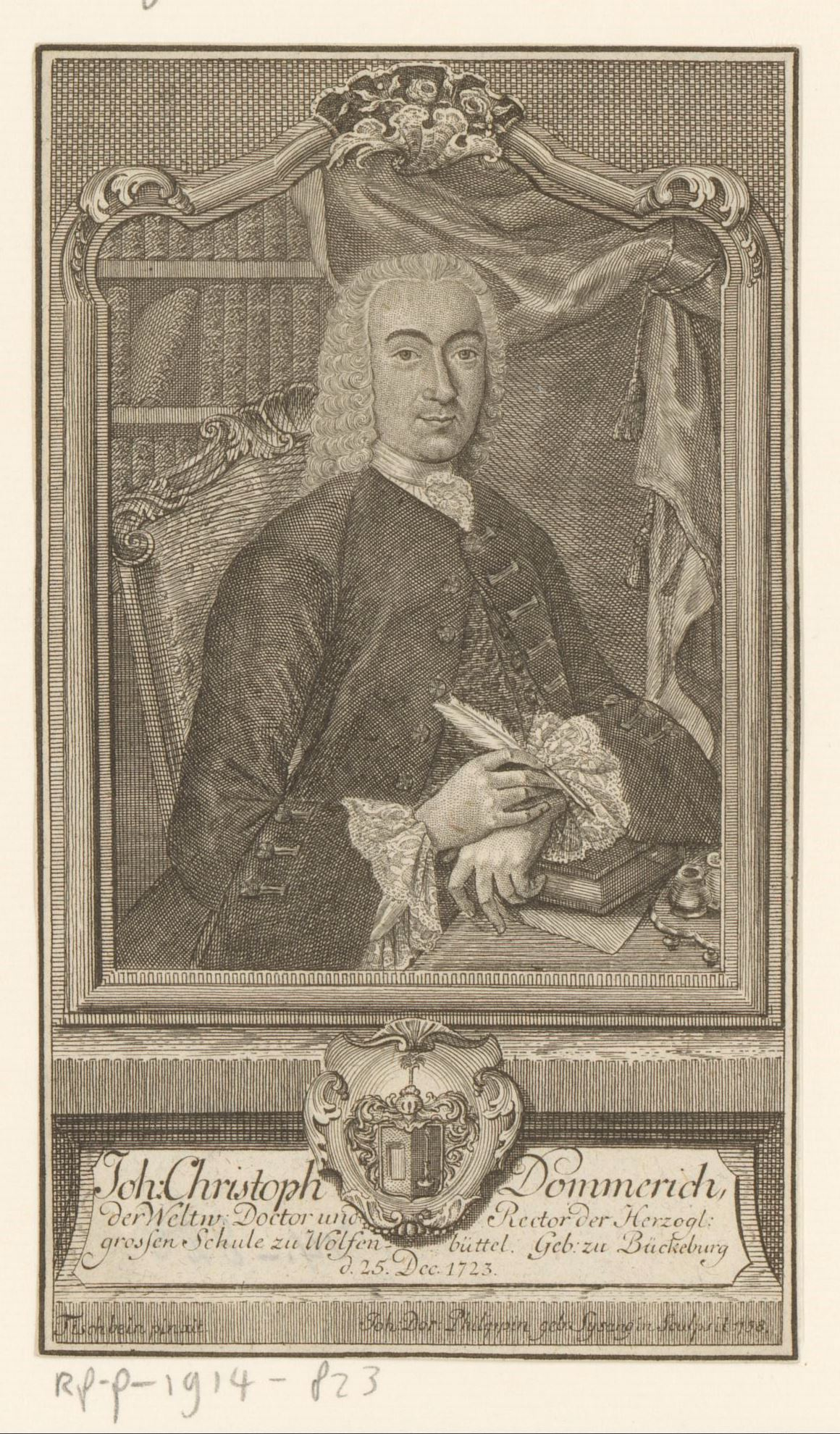
Johann Christoph Dommerich (Kupferstich von Johanna Dorothea Sysang)

Johann Christoph Dommerich (* 25. Dezember 1723 in Bückeburg; † 28. Mai 1767 in Helmstedt) war ein deutscher Philosoph, evangelisch-lutherischer Theologe und Hochschullehrer.

## Leben
Johann Christoph Dommerich wurde 1723 in Bückeburg als Sohn des gleichnamigen Konsistorialsekretärs und dessen Ehefrau Hedwig Ottilia Sophie, geborene Heislinger, geboren. Er besuchte die Lateinschule in Bückeburg und studierte anschließend ab 1740 evangelische Theologie, Philosophie, Mathematik und orientalische Sprachen in Halle (Saale), wo Siegmund Jakob Baumgarten, Johann Georg Knapp, Johann David Michaelis und Georg Friedrich Meier zu seinen akademischen Lehrern gehörten. Er war während und nach seiner Studienzeit als Lehrer am Waisenhaus und dem damit verbundenen Pädagogium der Franckeschen Stiftungen tätig. Im Jahr 1744 ging er zurück nach Bückeburg, um als Hauslehrer für die Familie des Kanzleidirektors Wolf Carl von Lehenner zu arbeiten. Er war seit 1746 Ehrenmitglied der Lateinischen Gesellschaft zu Jena und seit 1747 der Deutschen Gesellschaft zu Göttingen. Im Jahr 1747 wurde er zum Frühprediger in Bückeburg ernannt. Er wechselte 1748 als Adjunkt an die philosophische Fakultät der Universität Helmstedt, wo er im selben Jahr promoviert wurde. Dommerich war von 1749 bis 1759 als Nachfolger von Johann Daniel Coordes Rektor des herzoglichen Gymnasiums Große Schule in Wolfenbüttel. Er wurde 1754 zum Subprior in Riddagshausen und 1759 zum ordentlichen Professor der Logik und Metaphysik an der Universität Helmstedt ernannt.
Dommerich heiratete 1750 die Magdeburger Predigertochter Christiane Gertrud Breitspach, die bereits 1751 starb. Er ging 1752 eine zweite Ehe ein, und zwar mit der 19-jährigen Witwe Sophie Eleonore Schaeffer. Dommerich starb im Mai 1767 im Alter von 43 Jahren in Helmstedt, wo er auf dem Friedhof von St. Stephani begraben wurde.
Dommerich besaß weitreichende Kenntnisse in Theologie, Philosophie, Philologie und Literatur, die Gegenstand zahlreicher Schriften waren. Während seiner Wolfenbütteler Amtszeit verfasste er eine 1750 und 1751 veröffentlichte Geschichte der Großen Schule. Auf seine Initiative gehen die Jahresberichte der Großen Schule zurück, die mit Unterbrechungen bis 1978 erschienen. An der Universität Helmstedt hielt er Vorlesungen über Unterrichtswissenschaft und veröffentlichte 1762 eine Didaktik, die erste entsprechende Publikation im Land Braunschweig.

## Schriften (Auswahl)
- Logica In Vsvm Lectionvm Svarvm. Meyer, Lemgo 1749.
- Historia scholae ducalis Wolfenbuttelensis, Diatribe I–III. Mattheen, Wolfenbüttel 1750 und 1751. (Digitalisat der Diatribe III.)
- Anmerkungen über die Schrift: Religion der Vernunft. Waisenhaus, Braunschweig 1753. (Digitalisat)
- Entwurf einer Deutschen Dichtkunst zum Gebrauch der Schulen. Waisenhaus-Buchhandlung, Braunschweig 1758. (Digitalisat)
- Sphaerologia, oder kurzer Unterricht, wie so wohl die Himmels- als Erdkugel beschaffen und recht zu gebrauchen, zum Nutzen der Schulen eingerichtet. Meyer, Lemgo 1761. (Digitalisat)
- Die Mnemonik und Heuristik nach ihren ersten Zügen entworfen. Hemmerde, Halle/Helmstedt 1765. (Digitalisat)
- Meditationes quaedam philosophicae et theologicae de vera constitutione fidei in servatorem methodo demonstrativa propositae. Meyer, Lemgo 1744.